# Örgryte Idrottsällskap
L'Örgryte Idrottsällskap, meglio noto come Örgryte IS oppure ÖIS, è una società polisportiva svedese con sede nella città di Göteborg, meglio nota per la sua sezione calcistica. Milita in Superettan, la seconda divisione del campionato svedese.
Vanta in bacheca 12 campionati svedesi e una Svenska Cupen. La squadra, in realtà, avrebbe vinto altri due titoli nazionali, nel 1926 e 1928, ma essi non vengono riconosciuti ufficialmente dalla federazione calcistica svedese poiché in quel periodo il titolo di campione di Svezia non venne assegnato.
Disputa attualmente le proprie partite interne al Gamla Ullevi, impianto da 18800 posti condiviso con l'IFK Göteborg e il GAIS.

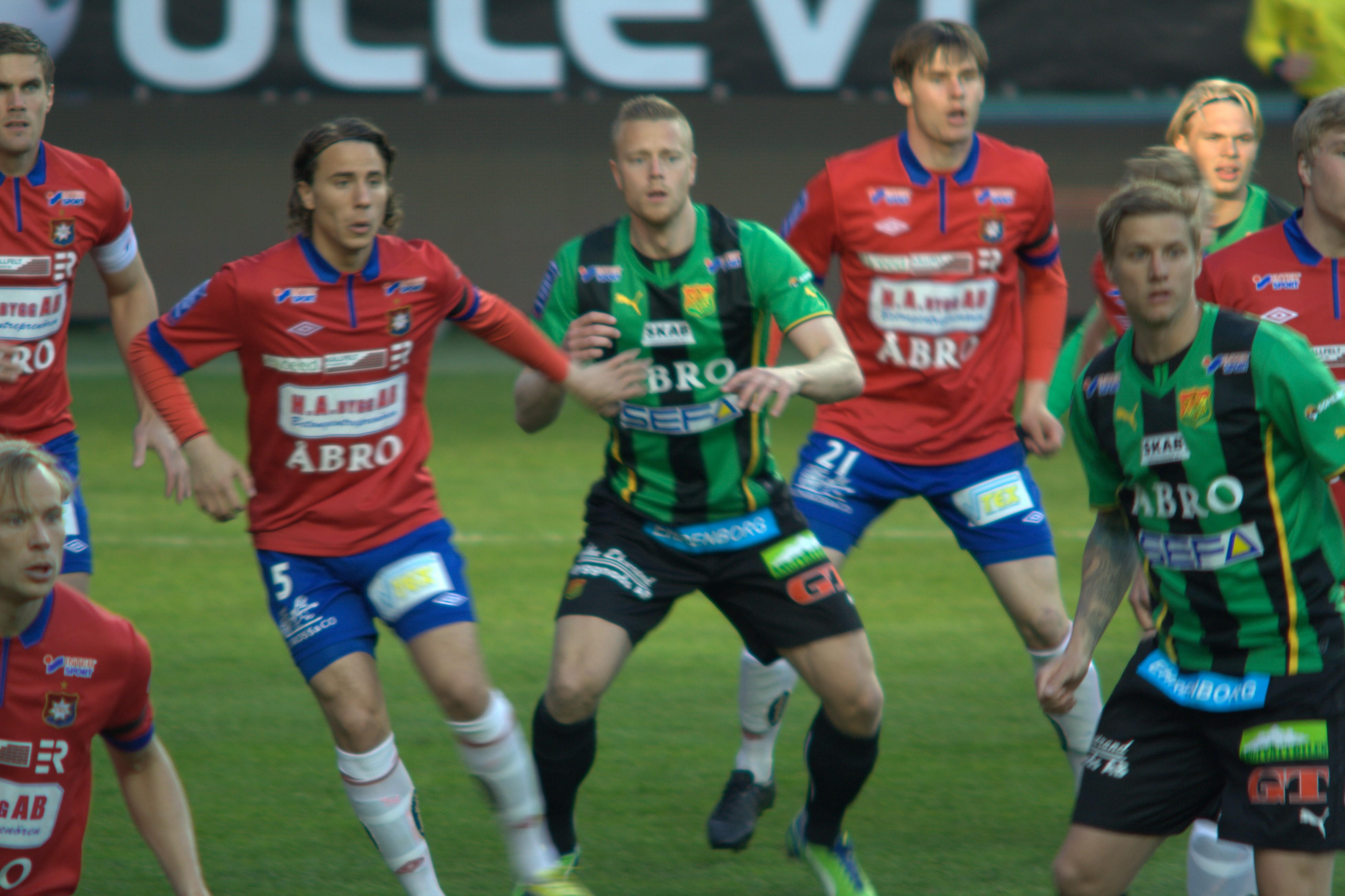
Un derby del 2013 tra Örgryte e GAIS

## Storia
Il club venne fondato il 4 dicembre 1887 da Willhem Friberg. Il 22 maggio 1892 disputò quello che è considerato come il primo match della storia del calcio svedese, vinto per 1-0 contro l'IS Lyckans Soldater.
Dominò i primi anni del calcio svedese: divenne infatti campione di Svezia nelle prime quattro edizioni della Svenska Mästerskapet (1896, 1897, 1898, 1899), coppa che all'epoca metteva in palio il titolo nazionale. Il decennio successivo fu ancora più ricco di successi, avendo conquistato il titolo di campione di Svezia in altre 6 occasioni. Un altro titolo, l'undicesimo, giunse nel 1913.
Nelle stagioni 1910, 1911-12, 1920-21 e 1923-24 l'Örgryte vinse la Svenska Serien, una competizione che però non assegnava il titolo di campioni nazionali nonostante la partecipazione delle squadre principali di Svezia.
Sul finire degli anni '30 i risultati ottenuti dalla squadra peggiorarono: dopo aver chiuso al terzultimo posto (l'ultimo utile per la salvezza) sia nel 1937-38 che nel 1938-39, arrivò una retrocessione al termine del torneo Allsvenskan 1939-40.
Per rivedere il club nella massima serie svedese si dovette attendere l'Allsvenskan 1959, la quale venne conclusa al quarto posto in classifica. Nel 1960 e nel 1964 il piazzamento finale fu invece il terzo posto. Nel 1968 si verificò fu una nuova retrocessione, seguita però da un immediato ritorno in Allsvenskan dopo un solo anno in seconda serie. Un'altra retrocessione seguita da un'immediata promozione avvenne rispettivamente nei campionati 1973 e nel 1974, mentre dopo la retrocessione del 1976 per tornare in Allsvenskan furono necessari quattro anni.
Il 1985 fu l'anno che vide sorprendentemente l'Örgryte tornare a vincere il titolo nazionale a 75 anni di distanza dall'ultima volta: classificatasi terza al termine della fase regolare, la squadra superò prima il Kalmar nelle semifinali della fase finale, e infine i rivali cittadini dell'IFK Göteborg nel doppio confronto di finale. L'annata 1990 si concluse con una nuova discesa, quindi nel 1992 una nuova risalita, e nel 1993 ancora una nuova discesa in seconda serie. La promozione centrata l'anno seguente, nel 1994, fu l'inizio di un periodo di militanza nella massima serie durato fino al termine della stagione 2009. Nel frattempo, nel 2000, i rossoblu vinsero la loro prima e ad oggi unica Coppa di Svezia, conquistata dopo aver eliminato ai rigori i rivali dell'IFK Göteborg in semifinale e dopo aver avuto la meglio sull'AIK nella doppia finale.
Prima dell'inizio del campionato di Superettan 2011 la società relativa alla sezione calcistica della polisportiva venne dichiarata fallita. I soci del club votarono contro rispetto alla possibilità di fondersi con il Qviding. L'Örgryte fu così retrocesso d'ufficio e iscritto al campionato di terza serie, la Division 1, in cui militò nei successivi due anni. Quindi ci fu una breve parentesi di un anno in Superettan nel 2013, due anni in Division 1 e infine nuovamente Superettan a partire dalla stagione 2016.
Il 25 agosto 2025 la squadra è accolta nel Club of Pioneers, associazione che accoglie le più antiche società calcistiche di ogni federazione.

## Organico

### Rosa 2022
Aggiornata al 14 aprile 2022.
| N. |                   | Ruolo | Calciatore                |
| -- | ----------------- | ----- | ------------------------- |
| 1  | Svezia (bandiera) | P     | Sixten Mohlin             |
| 2  | Svezia (bandiera) | D     | Arvid Brorsson            |
| 3  | Svezia (bandiera) | D     | Jonathan Azulay           |
| 5  | Svezia (bandiera) | D     | Anton Lans                |
| 6  | Svezia (bandiera) | C     | Eric Nohlgren             |
| 7  | Svezia (bandiera) | A     | Sargon Abraham            |
| 8  | Svezia (bandiera) | A     | Nicklas Bärkroth          |
| 9  | Svezia (bandiera) | A     | Ajdin Zeljkovic           |
| 10 | Svezia (bandiera) | C     | Kevin Ackermann           |
| 11 | Svezia (bandiera) | C     | Elias Gustafson           |
| 13 | Svezia (bandiera) | P     | Robin Wallinder           |
| 14 | Svezia (bandiera) | C     | Daniel Paulson (capitano) |

| N. |                   | Ruolo | Calciatore              |
| -- | ----------------- | ----- | ----------------------- |
| 15 | Svezia (bandiera) | C     | Isak Dahlqvist          |
| 16 | Svezia (bandiera) | A     | Alexander Ahl Holmström |
| 17 | Svezia (bandiera) | D     | Hampus Dahlqvist        |
| 18 | Svezia (bandiera) | D     | Anton Andreasson        |
| 19 | Svezia (bandiera) | A     | Mohamed Said Adan       |
| 20 | Svezia (bandiera) | A     | Olle Johansson          |
| 21 | Kosovo (bandiera) | C     | Anel Rashkaj            |
| 22 | Svezia (bandiera) | D     | Marcus Haglind-Sangré   |
| 24 | Svezia (bandiera) | C     | William Svensson        |
| 27 | Svezia (bandiera) | D     | Robin Glavak            |
| 31 | Svezia (bandiera) | C     | Aydarus Abukar          |
| 36 | Guinea (bandiera) | D     | Mikael Dyrestam         |

## Palmarès

### Competizioni nazionali
- Campionato svedese: 12+2 [7]
  - Campione di Svezia: 1896, 1897, 1898, 1899, 1902, 1904, 1905, 1906, 1907, 1909, 1913, 1985
  - Allsvenskan senza titolo di Campione di Svezia: 1925-1926, 1927-1928
- Coppa di Svezia: 1

2000
- Svenska Serien: 4

1910, 1912, 1921, 1924
- Corinthian Bowl: 7

1906, 1907, 1908, 1909, 1911, 1912, 1913
- Svenska Fotbollspokalen: 2

1903 (I), 1903 (II)
- Superettan: 1

2008
- Division 1: 1

2012

### Competizioni internazionali
- Coppa Piano Karl Rappan: 1

1989

### Altri piazzamenti
- Campionato svedese:

Secondo posto: 1900, 1912-1913, 1913-1914, 1916-1917, 1923-1924, 1928-1929, 1931-1932
Terzo posto: 1914-1915, 1915-1916, 1924-1925, 1936-1937, 1960, 1964, 2002
- Coppa di Svezia:

Finalista: 1997-1998
Semifinalista: 1996-1997, 2012-2013
- Division 1:

Vittoria play-off: 2015
- Fyrkantserien:

Finalista: 1918, 1919
- Corinthian Bowl:

Finalista: 1910